# Antoni Andrzej Strawiński
Antoni Andrzej Strawiński herbu Sulima – sędzia ziemski starodubowski w latach 1749–1764, podsędek starodubowski w latach 1743–1749, wojski starodubowski od 1738 roku, skarbnik kowieński w 1736 roku, cześnik starodubowski w latach 1719–1736.
Poseł powiatu starodubowskikego na sejm nadzwyczajny 1733 roku i sejm nadzwyczajny 1750 roku.